# Luigi Carafa della Stadera, IV principe di Stigliano
Luigi Carafa della Stadera (12 ottobre 1567 – Napoli, 22 gennaio 1630) è stato un nobile italiano, figlio del duca e principe Antonio Carafa della Stadera e membro dell'influente famiglia Carafa.
Fu il IV Principe di Stigliano, dal 14 agosto 1578 alla morte, e il IV Duca di Mondragone, dal 14 agosto 1578 al 1602.
Sposò Isabella Gonzaga, erede del duca Vespasiano I Gonzaga. Come suo marito, dunque, fu anche Duca consorte di Sabbioneta.

## Biografia
| Tallero di Luigi Carafa               | Tallero di Luigi Carafa             |
| ------------------------------------- | ----------------------------------- |
|                                       |                                     |
| MO • NO • ALOY • – • CARF • DVX • SAB | • CONFIDENS • DNO • NON • MOVETVR • |
| Zecca di Sabbioneta                   |                                     |

| Scudo di Isabella Gonzaga e Luigi Carafa | Scudo di Isabella Gonzaga e Luigi Carafa               |
| ---------------------------------------- | ------------------------------------------------------ |
|                                          |                                                        |
| LIBERTAS                                 | ALOY • C • CARRAF • E • ISABEL : GONZ • SABLONET • DVX |
| Zecca di Sabbioneta                      |                                                        |

### Nascita e famiglia
Don Luigi nacque il 12 ottobre 1567 in una delle più antiche, importanti ed influenti famiglie nobiliari del Regno di Napoli, quella dei Carafa, ed apparteneva ad uno dei due rami cadetti principali, quello dei Carafa della Stadera.
Era il figlio maschio primogenito di Antonio Carafa della Stadera, III principe di Stigliano e III duca di Mondragone, e di Giovanna Colonna. Sua madre era la figlia del celebre Marcantonio II Colonna, III duca e I principe di Paliano, e di Felicia Orsini del ramo dei Signori di Bracciano.
Sia tramite suo padre e sia tramite sua madre, Luigi era discendente di Felice Della Rovere, figlia illegittima di papa Giulio II (al secolo Giuliano della Rovere), che fu rispettivamente e contemporaneamente la sua bisnonna paterna e la sua trisnonna materna. Tramite la madre, era anche discendente di Costanza Farnese, figlia illegittima di papa Paolo III (al secolo Alessandro Farnese) e anch'essa sua trisnonna. Ancora, in linea illegittima, la madre era anche discendente del re Ferdinando I di Napoli, in quanto era la pronipote di Ferdinando d'Aragona, duca di Montalto e figlio illegittimo del re napoletano.

### Feudatario
Morto il padre il 14 agosto 1578, Luigi gli successe come IV principe di Stigliano e IV duca di Mondragone ed ereditò anche molti feudi, appartenenti da tempo alla sua famiglia. Infatti suo nonno Luigi Carafa della Stadera, II principe di Stigliano e II duca di Mondragone, durante la sua vita ereditò e acquistò molti territori 
(Alianello, Sant'Arcangelo, Roccanova, Accettura, Gorgoglione, Guardia, Laviano, Castelgrande, Rapone, Riardo, Teano, Carinola, "Madama Porpora", Roccamonfina, Minervino, Torre di Mare, Rocca Imperiale, Volturara, Moliterno, Armento, Montemurro, Precina, San Nicandro, Pietravairano, Galluccio, Casafredda e Caivano); dunque, probabilmente, buona parte di essi vennero poi ereditati da questo Luigi in questione.
Luigi ebbe come precettore il famoso poeta capuano Giovan Battista Attendolo, e insieme a lui fu comprimario de Il Carrafa o vero della epica poesia, dialogo di Camillo Pellegrino pubblicato a Firenze nel novembre 1584 e primo testo della celebre querelle letteraria che volle stabilire chi tra Ariosto e Tasso fosse stato il maggior poeta epico.
Il dialogo prese spunto da un colloquio avvenuto nella rocca di Mondragone e il principe vi svolge una figura di contorno, limitandosi a lodare il Tasso e Benedetto dell'Uva, che gli aveva appena dedicato il Doroteo, un poemetto in ottave. Protagonista dell'opera è invece l'Attendolo, che sancisce la superiorità di Torquato non solo sull'Ariosto, ma su tutti i poeti italiani precedenti.

### Matrimonio

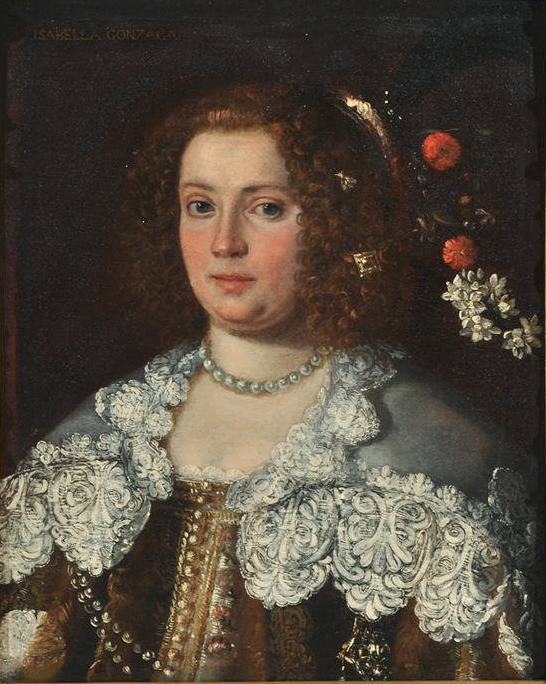
Ritratto di Isabella Gonzaga.

Luigi si sposò il 29 novembre 1584 a Bozzolo con Isabella Gonzaga, unica figlia sopravvissuta ed unica erede di Vespasiano I Gonzaga, duca di Sabbioneta.
La moglie era una delle ereditiere più ricche della sua epoca, portò infatti una enorme dote di 1 500 000 ducati.
Alla morte di Vespasiano il 26 febbraio 1591 (il giorno dopo aver fatto testamento, nel quale aveva nominato la figlia erede universale), Isabella ereditò il Ducato di Sabbioneta e il titolo di duchessa, e Luigi divenne suo duca consorte.
Oltre a Sabbioneta, Isabella ereditò i feudi e i titoli di Duchessa di Traetto, Contessa di Fondi, Baronessa di Caramanico, Signora di Acquaviva, Inola, Maranola, Carpello, Sperlonga, Monticelli, Pastena, Schigia, Turino e Agnone.
I due coniugi non risiedettero a Sabbioneta, ma si trasferirono prima a Milano e poi a Napoli. Il Ducato, invece, strategico feudo molto ambito dal Re di Spagna, fu amministrato da un governatore.

### Morte e sepoltura
Luigi morì il 22 gennaio 1630 di apoplessia nel Collegio dei Gesuiti di Napoli, dove soggiornava da poco tempo. Fu sepolto nella Cappella Carafa della Basilica di San Domenico Maggiore di Napoli, vestito all'uso ducale come duca e signore libero di Sabbioneta per rispetto della moglie. L'unico figlio, Antonio, premorì ad entrambi i genitori, quindi i beni e i titoli furono ereditati dall'unica nipote sopravvissuta, Anna, figlia di Antonio, che nel 1637 succederà alla duchessa sovrana Isabella.

## Luigi Carafa e Caravaggio

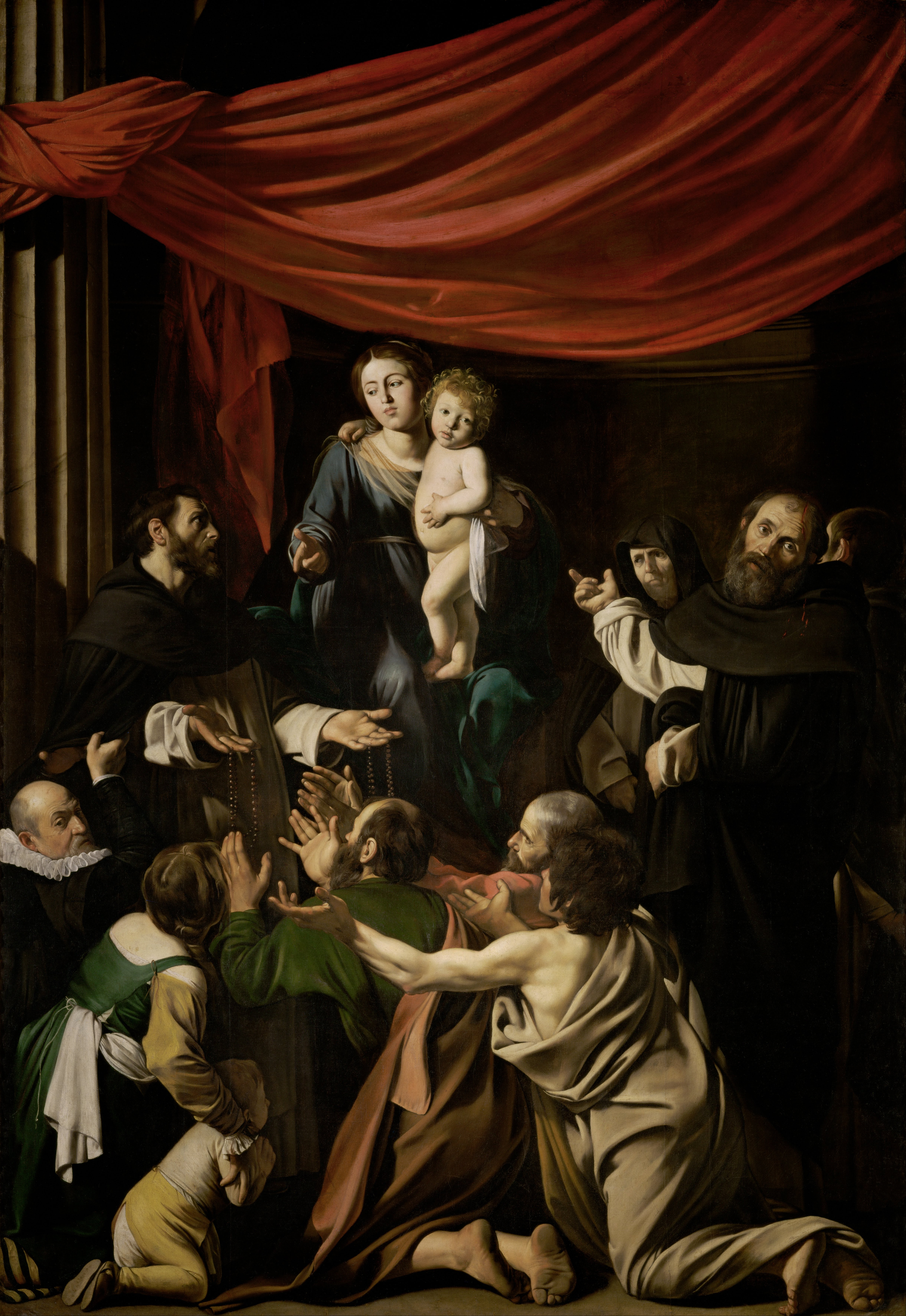
Madonna del Rosario (c. 1607)

Secondo un'ipotesi del critico e storico dell'arte Maurizio Calvesi, Luigi Carafa fu colui che commissionò all'artista Michelangelo Merisi da Caravaggio la celebre tela oggi conosciuta come Madonna del Rosario (1607 circa), un tempo probabilmente realizzata per decorare la Cappella Carafa nella Basilica di San Domenico Maggiore di Napoli.
Infatti, sebbene il committente sia incerto, la grande pala d'altare potrebbe essere stata commissionata per una chiesa domenicana, vista la presenza di San Domenico e del domenicano San Pietro da Verona. Il donatore è incluso nell'opera, ritratto a sinistra del dipinto: si tratta di un uomo adulto vestito di nero con gorgiera, ritratto mentre cerca protezione sotto il mantello di San Domenico e mentre scruta lo spettatore del dipinto; nel caso in cui fu veramente commissionato da Luigi Carafa, potrebbe dunque essere un suo ritratto.
Tuttavia, qualcosa andò storto con la commissione originale poiché il dipinto fu prontamente messo sul mercato e acquistato da un consorzio fiammingo, dopo essere stato offerto a Vincenzo I Gonzaga, duca di Mantova (infatti viene menzionato per la prima volta in una lettera di Frans Pourbus il Giovane, all'epoca pittore alla corte di Mantova). Oggi il dipinto è custodito al Kunsthistorisches Museum di Vienna (Austria).
Altre ipotesi sul committente includono Nicola Radulovic, un ricco mercante di Ragusa, ed anche Cesare d'Este, duca di Modena e Reggio.

## Discendenza
Dal matrimonio di Luigi con Isabella nacque un unico figlio, che tuttavia premorì ad entrambi genitori:
- Antonio Carafa († ante 1624), designato erede dei genitori, premorì ad entrambi. Fu il V duca di Mondragone (dal 1602) e sua figlia, Anna Carafa, successe Luigi ed Isabella nei titoli e nei feudi.

## Ascendenza
|                                                                                 |                                       |                                                | Genitori                                                |  |  | Nonni |  |  | Bisnonni                                                                    |  |  | Trisnonni                                               |  |
|                                                                                 |                                       |                                                |                                                         |  |  |       |  |  | Antonio Carafa della Stadera, I principe di Stigliano, I duca di Mondragone |  |  | Luigi Carafa della Stadera, signore di Rocca Mondragone |  |
|                                                                                 |                                       |                                                |                                                         |  |  |       |  |  | Antonio Carafa della Stadera, I principe di Stigliano, I duca di Mondragone |  |  | Luigi Carafa della Stadera, signore di Rocca Mondragone |  |
|                                                                                 |                                       | Isabella (Bernardina) della Marra              |                                                         |  |  |       |  |  | Antonio Carafa della Stadera, I principe di Stigliano, I duca di Mondragone |  |  |                                                         |  |
| Luigi Carafa della Stadera, II principe di Stigliano, II duca di Mondragone     |                                       |                                                |                                                         |  |  |       |  |  | Antonio Carafa della Stadera, I principe di Stigliano, I duca di Mondragone |  |  |                                                         |  |
|                                                                                 |                                       | Isabella di Capua                              | Bartolomeo III di Capua, IX conte di Altavilla          |  |  |       |  |  |                                                                             |  |  |                                                         |  |
|                                                                                 |                                       | Isabella di Capua                              | Bartolomeo III di Capua, IX conte di Altavilla          |  |  |       |  |  |                                                                             |  |  |                                                         |  |
|                                                                                 |                                       | Isabella di Capua                              | Roberta Boccapianola                                    |  |  |       |  |  |                                                                             |  |  |                                                         |  |
| Antonio Carafa della Stadera, III principe di Stigliano, III duca di Mondragone |                                       | Isabella di Capua                              |                                                         |  |  |       |  |  |                                                                             |  |  |                                                         |  |
|                                                                                 |                                       | Giovanni Giordano Orsini, signore di Bracciano | Gentile Virginio Orsini, signore di Bracciano           |  |  |       |  |  |                                                                             |  |  |                                                         |  |
|                                                                                 |                                       | Giovanni Giordano Orsini, signore di Bracciano | Gentile Virginio Orsini, signore di Bracciano           |  |  |       |  |  |                                                                             |  |  |                                                         |  |
|                                                                                 |                                       | Giovanni Giordano Orsini, signore di Bracciano | Isabella Orsini di Salerno                              |  |  |       |  |  |                                                                             |  |  |                                                         |  |
| Clarice Orsini di Bracciano                                                     |                                       | Giovanni Giordano Orsini, signore di Bracciano |                                                         |  |  |       |  |  |                                                                             |  |  |                                                         |  |
|                                                                                 |                                       | Felice Della Rovere                            | Cardinale Giuliano della Rovere (Papa Giulio II)        |  |  |       |  |  |                                                                             |  |  |                                                         |  |
|                                                                                 |                                       | Felice Della Rovere                            | Cardinale Giuliano della Rovere (Papa Giulio II)        |  |  |       |  |  |                                                                             |  |  |                                                         |  |
|                                                                                 |                                       | Felice Della Rovere                            | Lucrezia Normanni                                       |  |  |       |  |  |                                                                             |  |  |                                                         |  |
| Luigi Carafa della Stadera                                                      |                                       | Felice Della Rovere                            |                                                         |  |  |       |  |  |                                                                             |  |  |                                                         |  |
|                                                                                 | Ascanio I Colonna, II duca di Paliano | Fabrizio I Colonna, I duca di Paliano          |                                                         |  |  |       |  |  |                                                                             |  |  |                                                         |  |
|                                                                                 | Ascanio I Colonna, II duca di Paliano | Fabrizio I Colonna, I duca di Paliano          |                                                         |  |  |       |  |  |                                                                             |  |  |                                                         |  |
|                                                                                 | Ascanio I Colonna, II duca di Paliano | Agnese di Montefeltro                          |                                                         |  |  |       |  |  |                                                                             |  |  |                                                         |  |
| Marcantonio II Colonna, III duca e I principe di Paliano                        | Ascanio I Colonna, II duca di Paliano |                                                |                                                         |  |  |       |  |  |                                                                             |  |  |                                                         |  |
|                                                                                 |                                       | Giovanna d'Aragona                             | Ferdinando d'Aragona, duca di Montalto                  |  |  |       |  |  |                                                                             |  |  |                                                         |  |
|                                                                                 |                                       | Giovanna d'Aragona                             | Ferdinando d'Aragona, duca di Montalto                  |  |  |       |  |  |                                                                             |  |  |                                                         |  |
|                                                                                 |                                       | Giovanna d'Aragona                             | Castellana Folch de Cardona                             |  |  |       |  |  |                                                                             |  |  |                                                         |  |
| Giovanna Colonna di Paliano                                                     |                                       | Giovanna d'Aragona                             |                                                         |  |  |       |  |  |                                                                             |  |  |                                                         |  |
|                                                                                 |                                       | Girolamo Orsini, signore di Bracciano          | Giovanni Giordano Orsini, signore di Bracciano          |  |  |       |  |  |                                                                             |  |  |                                                         |  |
|                                                                                 |                                       | Girolamo Orsini, signore di Bracciano          | Giovanni Giordano Orsini, signore di Bracciano          |  |  |       |  |  |                                                                             |  |  |                                                         |  |
|                                                                                 |                                       | Girolamo Orsini, signore di Bracciano          | Felice Della Rovere                                     |  |  |       |  |  |                                                                             |  |  |                                                         |  |
| Felicia Orsini di Bracciano                                                     |                                       | Girolamo Orsini, signore di Bracciano          |                                                         |  |  |       |  |  |                                                                             |  |  |                                                         |  |
|                                                                                 |                                       | Francesca Sforza di Santa Fiora                | Bosio II Sforza di Santa Fiora, XI conte di Santa Fiora |  |  |       |  |  |                                                                             |  |  |                                                         |  |
|                                                                                 |                                       | Francesca Sforza di Santa Fiora                | Bosio II Sforza di Santa Fiora, XI conte di Santa Fiora |  |  |       |  |  |                                                                             |  |  |                                                         |  |
|                                                                                 |                                       | Francesca Sforza di Santa Fiora                | Costanza Farnese                                        |  |  |       |  |  |                                                                             |  |  |                                                         |  |
|                                                                                 |                                       | Francesca Sforza di Santa Fiora                |                                                         |  |  |       |  |  |                                                                             |  |  |                                                         |  |